# Ganzenberg
Der Ganzenberg ist ein 539 m ü. NHN hoher Berg der Riesalb, dem östlichen Ausläufer der Schwäbischen Alb. Der Berg liegt auf der Gemarkung Niederaltheim der Gemeinde Hohenaltheim im Landkreis Donau-Ries.
Im Westen grenzt der 555,2 m ü. NHN hohe Hochhauser Berg an den Ganzenberg. Am östlichen Bergfuß liegt der Hohenaltheimer Ortsteil Niederaltheim.
Der Berg ist größtenteils bewaldet. Am Südhang befindet sich eine zum Landschaftsschutzgebiet Kartäusertal zählende und als landschaftliches Vorbehaltsgebiet geschützte Wacholderheide mit typischer Kalkmagerrasen- und Trockenrasenflora. Neben Wacholder sind Vorkommen von Weißer und Scharfer Mauerpfeffer, Hufeisen- und Hornklee, Frühlings-Fingerkraut, Zypressen-Wolfsmilch, Kugelblumen und der Gewöhnlichen Kreuzblume dokumentiert. Als botanische Rarität zählt das Vorkommen des Österreichischen Leins.
Die teilweise schon aufgeforstete Heide entstand durch jahrhundertelange Wanderschäferei, die auch heute noch zur Pflege eingesetzt wird. Zusätzlich wurde die Wacholderheide 1975 und 2001 großflächig entbuscht. Auch der Verein für Gartenbau und Landespflege Hohen- und Niederaltheim übernimmt die Aufgabe der Heidepflege.
Am Osthang liegt Juragestein frei.
Die Parzellen des Berges sind in Privatbesitz, u. a. des Fürsten von Wallerstein-Oettingen.
Auf dem Ganzenberg wurden im Juli 2000 von einem privaten Sondengänger im Wurzelwerk eines Baumes keltische Prägewerkzeuge entdeckt, die dort offenbar gezielt versteckt wurden. Anzeichen einer Münzwerkstatt auf dem Ganzenberg konnten nicht gefunden werden.